# Frida Hallgren

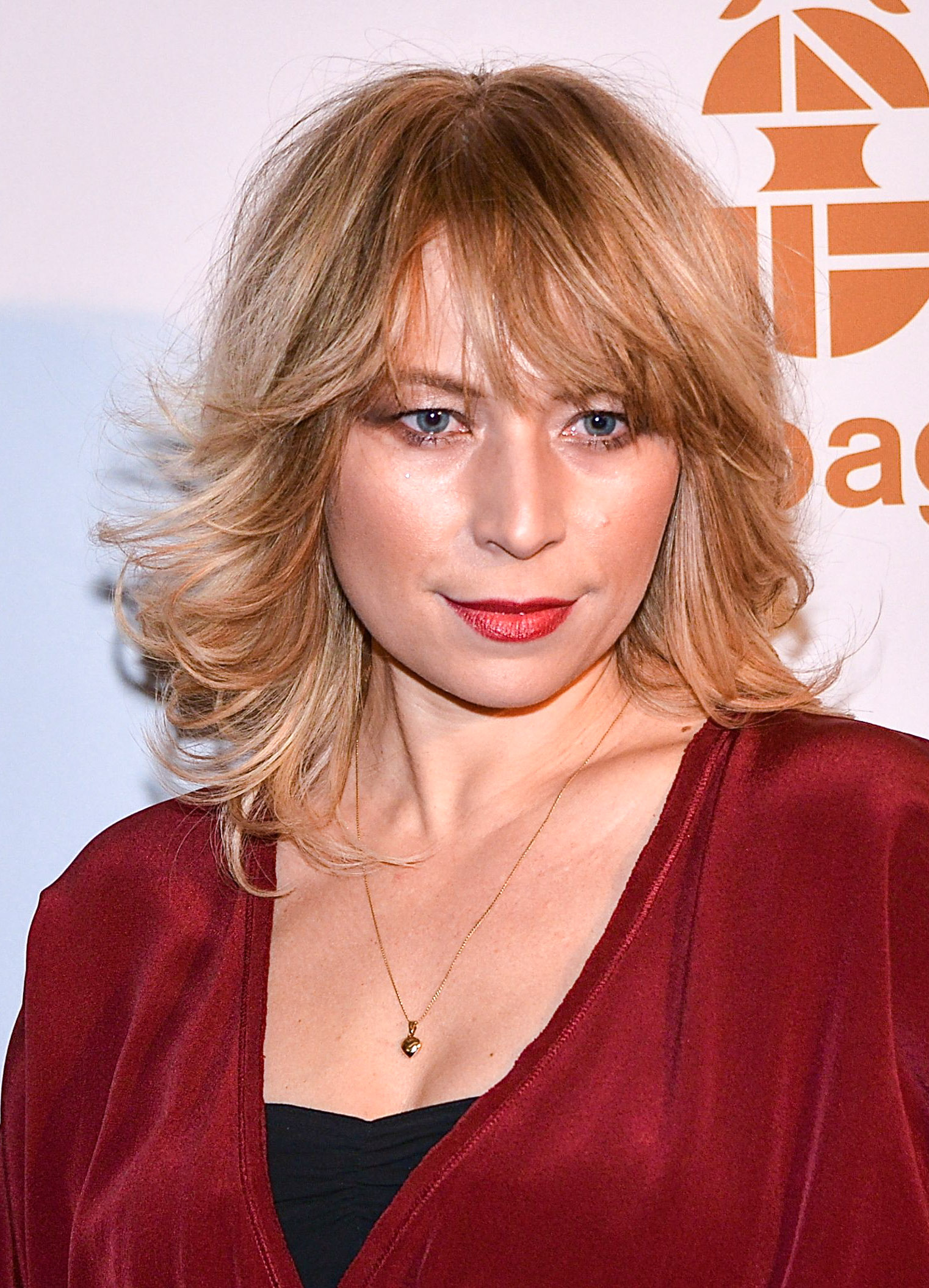
Frida Hallgren auf der Guldbagge-Preisverleihung 2013.

Frida Sophia Hallgren (* 16. Dezember 1974 in Stockholm) ist eine schwedische Schauspielerin.

## Leben
Hallgren bekam mit 14 Jahren (1988) ihre erste Rolle als Anna im Kinderfilm Det första äventyret (Das erste Abenteuer). Neben einigen Auftritten in schwedischen TV-Serien besuchte sie nach dem Abitur die Theaterhochschule Malmö, die Ausbildung war mit einem Praktikum am Stadttheater Göteborg verbunden. Nach ihrem Abschluss (1998) erhielt Hallgren mehrere Theaterrollen in Göteborg, Stockholm und Uppsala. Internationale Bekanntheit erlangte sie durch die weibliche Hauptrolle der Lena in Kay Pollaks Oscar-nominiertem Kinofilm Wie im Himmel. Von 2007 bis 2018 war sie an der Seite von Walter Sittler und Inger Nilsson in der ZDF-Krimireihe Der Kommissar und das Meer zu sehen. Ebenso wirkte sie in dem schwedischen Film Die Insel der Puppen der schwedischen Filmreihe  Maria Wern, Kripo Gotland und in mehreren Filmen in der Filmreihe Arne Dahl in der Rolle der Cilla Hjelm, der Frau des dort ermittelnden Kommissars Paul Hjelm, mit.

## Theaterrollen
- 2003: Carolina in Flickan på Henriksdalsberget (Mädchen aus Henriksdalsberget)
- 2005: Lavinia in Eugene O’Neills Trauer muss Elektra tragen
- 2006: Übersetzerin in Ein Sommernachtstraum (Komödie nach einem Motiv von William Shakespeare)

## Filmografie
- 1992: Svart lucia
- 2002: Stackars Tom (dreiteilige TV-Serie)
- 2004: Wie im Himmel (Så som i himmelen)
- 2005: Nur Pferde im Kopf (Vinnare och förlorare)
- 2005: Störst av allt
- seit 2007: Der Kommissar und das Meer (Fernsehreihe) → siehe Episodenliste
- 2007: Pirret
- 2012:	Maria Wern, Kripo Gotland – Die Insel der Puppen (Fernsehreihe)
- 2012: Agent Hamilton 2 – In persönlicher Mission (Hamilton: Men inte om det gäller din dotter)
- 2011: Arne Dahl: Misterioso
- 2012: Arne Dahl: Falsche Opfer
- 2012: Arne Dahl: Rosenrot
- 2012: Arne Dahl: Tiefer Schmerz
- 2013–2016: Fröken Frimans krig (Fernsehserie)
- 2015: Wie auf Erden (Så ock på jorden)
- 2017: Monky